# Carl Patsch

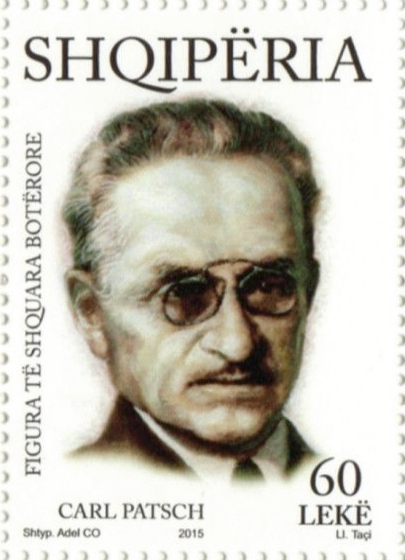
Carl Patsch auf einer albanischen Briefmarke (2015)

Carl Ludwig Patsch (* 14. September 1865 in Kovač; † 21. Februar 1945 in Wien) war ein österreichischer Slawist, Archäologe und Historiker.

## Leben und Wirken
Carl Patsch wuchs als Sohn des oberfürstlichen Gutsverwalters Ludwig Patsch in Maratschowska und Slawuta (Wolhynien) auf. Neben deutsch sprach er schon als Kind tschechisch, polnisch und russisch. Nach dem Besuch des Piaristen-Gymnasiums in Prag studierte Patsch ab 1885 Geschichte und Geografie an der Prager Universität. 1889 wurde er bei Julius Jung (1851–1910) mit der Arbeit Strabos Quellen zur Geschichte seiner Zeit promoviert. Anschließend war er Stipendiat und von 1890 bis 1892 Assistent am Wiener archäologisch-epigrafischen Seminar bei Otto Benndorf und Eugen Bormann. 1891 wurde er Mitglied der Burschenschaft Moldavia Wien. Studienreisen führten ihn nach Istrien und Bosnien. Nachdem er das Lehramtsexamen in Innsbruck abgelegt hatte, bereiste er 1893 Italien. Im selben Jahr erhielt er eine Anstellung als Gymnasiallehrer in Sarajevo, die ihn verpflichtete, sich um die archäologischen Funde in Bosnien zu kümmern. In den folgenden Jahren machte er bedeutende Entdeckungen. So fand er 1895 das Heiligtum des illyrischen Quellgottes Bindus an der Privilica-Quelle bei Bihać und 1897 das Mithräum von Konjica. 1898 wurde er vom Schuldienst beurlaubt und zum Kustos des Bosnisch-Herzegowinischen Landesmuseums (Zemaljski Muzej Bosne i Hercegovine) berufen. Von 1899 bis 1914 führte Patsch umfangreiche Grabungen und Konservierungsarbeiten in Mogorjelo durch. 1904 begründete er das Bosnisch-Herzegowinische Institut für Balkanforschung, dessen Direktor er bis 1918 war. Infolge des Ersten Weltkriegs wurde das Institut am 27. November 1918 von der Bosnisch-Herzegowinischen Nationalregierung aufgelöst. Patsch kehrte nach Wien zurück und erhielt einen Lehrauftrag an der Hochschule für Welthandel. 1921 wurde er in Nachfolge von Konstantin Jireček zum Ordinarius für slawische Geschichte und Altertumskunde an die Universität Wien berufen. 1922 richtete Patsch auf Bitte der albanischen Regierung das Nationalmuseum in Tirana ein. Als er 1934 in den Ruhestand trat, war er ein hochangesehener Experte für das Altertum auf dem Balkan. Am 21. Februar 1945 wurde er bei einem Bombenangriff auf Wien getötet. Carl Patsch war seit 1894 verheiratet. Er hatte einen Sohn und eine Tochter.
Patsch gehörte in den 1920er Jahren zum antisemitischen Professorennetzwerk „Bärenhöhle“, dessen geheimes Wirken es jüdischen und linken Wissenschaftlern schwer machte, an der Philosophischen Fakultät der Universität Wien, die damals sämtliche Geistes- und Naturwissenschaften umfasste, habilitiert oder berufen zu werden.
Die Österreichische Akademie der Wissenschaften berief Carl Patsch 1924 zum korrespondierenden Mitglied und 1928 zum ordentlichen Mitglied. Er war seit 1902 Mitglied des Deutschen und seit 1905 des Österreichischen Archäologischen Instituts. Von 1936 bis 1940 wirkte er als Obmann der antiquarischen Abteilung der Balkan-Kommission.
Seine aus 1.400 Bänden bestehende Nachlassbibliothek wurde 1956 mit seinem kompletten wissenschaftlichen Nachlass vom Münchner Südost-Institut erworben. Die Bände sind heute Teil der Bibliothek des Leibniz-Instituts für Ost- und Südosteuropaforschung, während der wissenschaftsgeschichtlich wertvolle Nachlass als Teil des Bestandes „Südost-Institut“ im Bayerischen Hauptstaatsarchiv (München) für die Forschung zur Verfügung steht.

## Schriften (Auswahl)
- Die Lika in römischer Zeit, Schriften der Balkankommission, Antiquarische Abteilung, 1. Wien 1900
- Das Sandschak Berat in Albanien, Schriften der Balkankommission, Antiquarische Abteilung, 3. Wien 1904
- Zur Geschichte und Topographie von Narona, Schriften der Balkankommission, Antiquarische Abteilung, 5 (1907)
- Archäologisch-epigraphische Untersuchungen zur Geschichte der römischen Provinz Dalmatien, Wiss. Mitt. aus Bosnien und d. Hercegovina, 8 Folgen in 4–12 (1896–1912)
- Beiträge zur Völkerkunde von Südosteuropa, 6 Bände, 1925–1937
- Aus Herzegowinas letzter Feudalzeit. In: Mitteilungen der Geographischen Gesellschaft in Wien. Wien 1921, S. 153–186.
- Historische Wanderungen im Karst und an der Adria. I. Teil: Die Herzegowina einst und jetzt, 1922
- Die einstige Siedlungsdichte des illyrischen Karstes, 1933
- Der Kampf um den Donauraum unter Domitian und Trajan, Hölder-Pichler-Tempsky, Wien 1937